# Staloluokta kåtakyrka
Staloluokta kåtakyrka finns i Jokkmokks församling i Luleå stift. Kyrkan ligger i Staloluokta som är sommarviste för samer från Tuorpon sameby vid sjön Virihaure i Padjelanta nationalpark.

## Kyrkobyggnaden
Kyrkkåtan byggdes av samer från Staloluokta under ledning av Isak Parffa och invigdes den 25 juli 1971.

Kyrkkåtan är byggd av trä och täcks utvändigt av torv. Ljusinsläpp sker genom sex fönster. Intill kåtan står en klockstapel av trä.

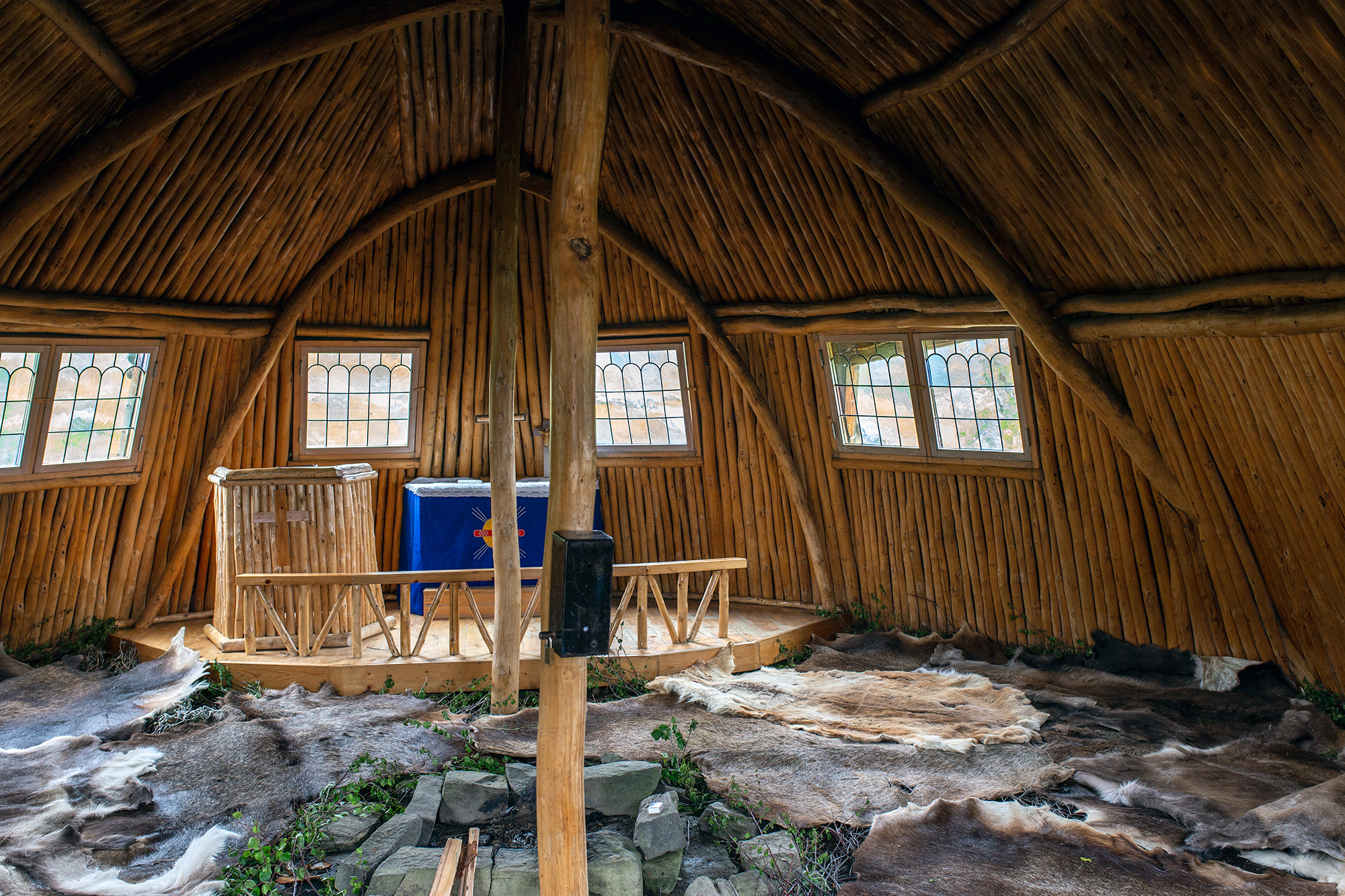
Stáloluokta kåtakyrka.
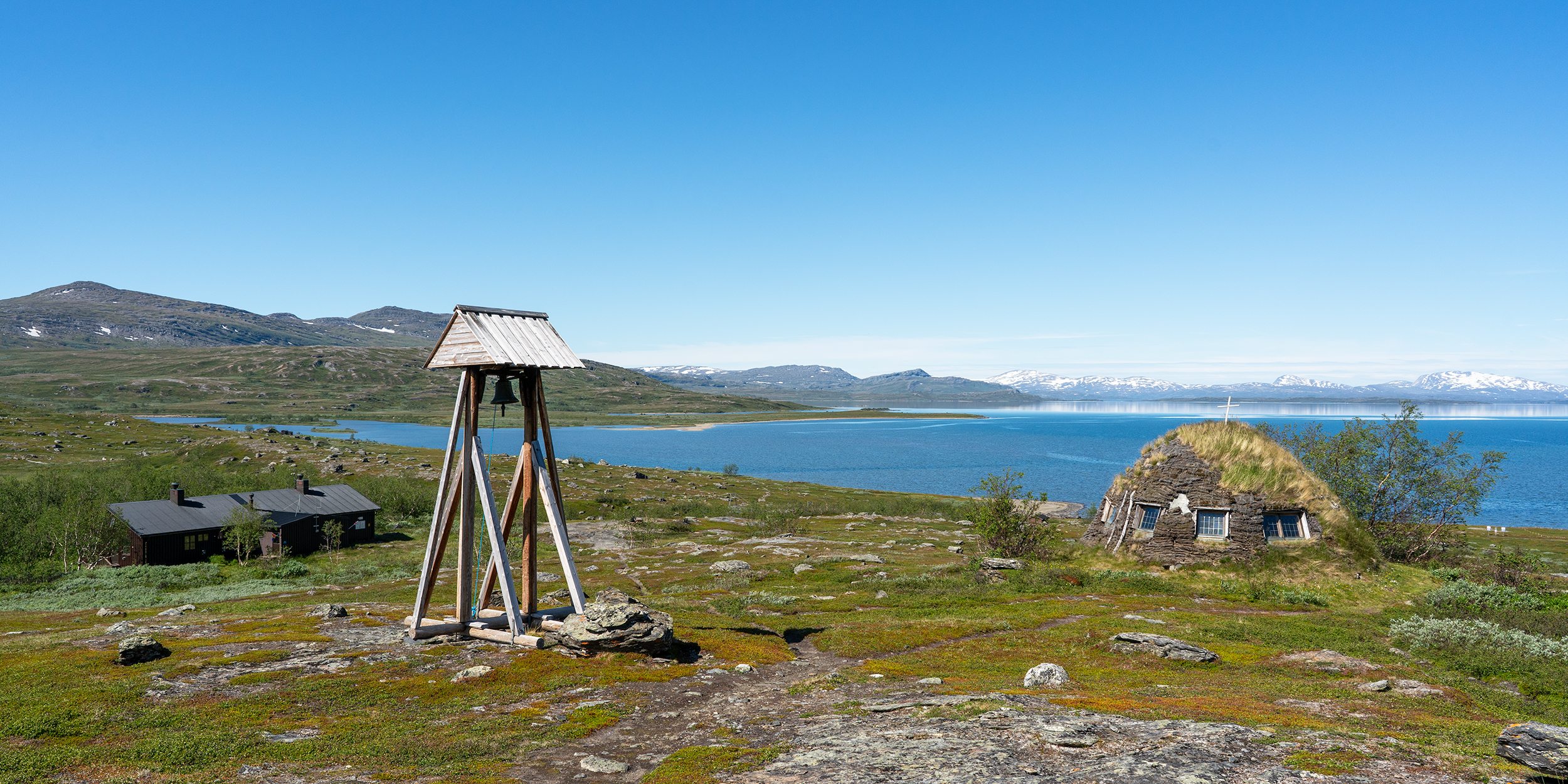
Stáloluokta kåtakyrka med Virihávrre i bakgrunden.